# Marija Goretti
Marija Goretti (Corinaldo, 16. listopada 1890. – Nettuno, 6. srpnja 1902.), svetica Rimokatoličke Crkve, djevica mučenica. 

## Životopis

### Djetinjstvo
Rodila se u provinciji Anconi. Njezini su roditelji imali mali posjed, koji je za obitelj s brojnom djecom postao premalen. Zato su se preselili u Ferriere di Conca, 11 kilometara udaljene od Nettuna na Tirenskom moru, te ondje skupa s udovcem Serenellijem i njegovim sinom Alessandrom uzeli u zakup jedan posjed. Le Ferriere su se nalazile usred Pontinskih močvara, iz kojih je na okolne stanovnike poput more vrebala malarija, prenošena od komaraca. Žrtvom te podmukle bolesti postao je brzo i otac Marije Goretti, koji je iza sebe ostavio udovicu sa šestero nejake djece, od koje je Marija bila najstarija djevojčica. Ona je majci bila vrlo vrijedna potpora. Dok je mama Assunta radila na posjedu, Marija bi se savršeno brinula za kućanstvo te za mlađu braću i sestre. Činila je to kao kakva odrasla osoba. Morala je kuhati i za Serenellijeve.
Alessandro Serenelli bio je sin oca pijanca, a zagledao se opasnim pogledom u Mariju. Nagovarao ju je da mu se poda. Kad mu to nije pošlo za rukom, pokušao ju je dvaput silovati, ali mu se djevojčica nadzemaljskom silom oprla. Nakon toga je provodila dane u velikom strahu i tjeskobi. Bojala se da raspojasani silnik ne bi opet na nju nasrnuo. Marija je zamolila majku da je nikad ne ostavlja samu, ali ona to nije ozbiljno shvatila, nije vjerovala da bi se moglo raditi o nečemu pogibeljnome. Svu istinu nije joj mogla otkriti jer se Aleksandar zagrozio da će umrijeti ako bude odala njegove namjere. Kako su između njezine majke i Serenellijevih i onako bili napeti odnosi, nije htjela da majčino srce optereti još i tom neugodnom novošću. Uz šutnju Marija je pojačala molitvu te se molila Majci Božjoj, da joj svojim zagovorom bude u pomoći. Hvale je vrijedno od nje da je u tom teškom položaju bar nešto činila, ono što joj je jedino preostalo. Nije ostala duhovno pasivna, što bi bilo pogubno.

### Mučeništvo
Na dan svog mučeništva Marija je rekla svojoj prijateljici Tereziji: »Sutra idemo u Campomorto, jedva čekam čas kad ću opet na svetu pričest.« Prvi put ju je primila tek prije nekoliko tjedana, a tako je čeznula za njom. Ona je bila čista zbog Isusa, iz ljubavi prema njemu.U molitvi, strahu i duševnim mukama Marija je dočekala 5. srpnja 1902. Bilo je baš oko podne, a bila je u kući sama. Najednom se kraj nje stvorio Alessandro. Iz očiju mu je sijevala vatra strasti. U tom naletu požude zgrabio je djevojčicu, začepio joj usta da ne može vikati te ju silom odvukao u svoju sobu. Marija se opet branila i otimala poput ranjene lavice, ponavljajući napasniku neprestano: »Ne, ne, Alessandro, to je grijeh, doći ćeš u pakao! « No te opomene momku, mahnitom od strasti, nisu puno značile. Kad se nije mogao domoći željenog plijena, njegova se strast požude pretvorila u strast osvete pa je pograbio nož i divlje nasrnuo na svoju nevinu žrtvu. Zadao joj je 14 velikih i 4 male rane. Ostavio ju je u lokvi krvi i pobjegao.
Marija je sva iskrvarena prevezena u obližnji Nettuno. Liječnici su je operirali puna dva sata. Marija Goretti pri potpunoj svijesti neprestano je zazivala imena Isusa i Marije. Kad su je upitali da li oprašta svome ubojici, smjesta je odgovorila: »Da, opraštam mu! Iz neba ću se moliti za njegovo obraćenje. Poradi Isusa, koji je oprostio raskajanom razbojniku, i ja ga želim imati blizu sebe u raju.«
U takvim mislima, molitvama i osjećajima, trpeći mnogo, završila je 6. srpnja 1902. svoj kratki vijek, mučenica čistoće Marija Goretti.

## Obraćenje Alessandra Serenellija
Alessandro Serenelli bijaše osuđen na 30 godina zatvora s prisilnim radom. Prve je godine tamnovanja proveo u otvrdnulosti i neraskajanosti. Zlo se u njemu odviše uvriježilo. No, jedne je noći u snu vidio Mariju Goretti. Gledao ju je kako na raskošnom cvjetnjaku bere cvijeće i pruža mu ga. Taj je san ili svojevrsno viđenje silno djelovao na nj. On se posve promijenio. Od tmurnog i namrštenog zatvorenika postao je raskajani obraćenik, uzoran izvršavalac zaslužene kazne. Iz zatvora je pušten 2 godine prije vremena. Bio je baš Božić g. 1937. Allesandro se uputio u Corinaldo k još uvijek živoj majci Marije Goretti. Došavši k njoj, zavapio je: »Perdono… Assunta, perdono! Mi perdonate?« – Asumpta, oprosti! Opraštaš li mi? – Majka je odgovorila: »Kad ti je oprostila moja kćerka, kako ti ja ne bih mogla oprostiti?!« I toga dana – dana mira i pomirenja – ljubavi i praštanja – Alessandro Serenelli pristupio je zajedno s braćom Marije Goretti svetoj pričesti, a poslije toga su blagovali zajednički.
O njoj će kasnije Alessandro Serenelli dati ovo lijepo svjedočanstvo: »Ja je nisam drukčiju poznavao nego uvijek kao dobru, roditeljima poslušnu, bogobojaznu, ozbiljnu, ne lakomislenu i mušičavu, kao što su inače druge djevojke; na ulici je uvijek bila čedna te isključivo upravljena prema zadacima što ih je imala izvršiti. Uvijek je bila zadovoljna bilo s kakvim komadom odjeće – nije bilo važno da li joj ga je sama njezina majka skrojila ili joj ga netko poklonio. Po uzoru svojih roditelja bila je bogobojazna, obdržavala Božje zapovijedi. Mogu reći da je nisam nikad zatekao u kakvu prijestupu protiv Božjih zapovijedi. Nikad je nisam čuo da bi izrekla kakvu laž. Klonila se lošeg društva, kako je to od nje tražila i njezina majka.«

## Kanonizacija
Godine 1950. papa Pio XII. proglasio je 24. lipnja Mariju Goretti svetom. Kod te svečanosti, kojoj je prisustvovalo pola milijuna vjernika, bila je prisutna i mama Assunta. Jedinstven slučaj u povijesti svetaca da majka prisustvuje kanonizaciji kćerke. Tu dobru staricu primio je u audijenciju Pio XII. i zagrlio je. Spomendan joj je 6. srpnja.

## Vanjske poveznice
- Stranica na engleskom o sv. Mariji Goretti
- W. Hünermann: Marija Goretti, Pazin 1980.